# 尖山圣母堂
尖山圣母堂位于山东省平阴县城西南8公里的胡庄村，是中国天主教一处著名的圣母朝圣地。每年5月份（圣母月）有众多教友前来朝圣，也有不少游客前来观光。

## 堂區
平阴胡庄是一个天主教徒聚居村，1604年，天主教传入该村，至今已有400多年历史。到1966年共建了村内和山上大小教堂7处。1911年，成立了胡庄总铎区，辖平阴、梁山、长清等7县的9个分堂和本县的16个支堂。
當地先後誕生了三位主教、廿一位神父、一百多位修女和貞女，被譽為濟南總教區的「聖召搖籃」。

## 聖堂
村北的圣母无染原罪堂，原来建于1906年的哥德式教堂规模很大，已经毁于文革，1998年在原址上重建。新堂为罗马式建筑，多圆弧形设计。南北52.25米，东西宽28．37米，前面双钟主塔楼高27米，后穹顶加十字架高50米，建筑面积1000平方米。花岗岩外墙。 
村西山顶的露德圣母堂，始建于1895年，1927年夏被雷击焚毁，1928年重建，1966年毁于文革，1989年6月修复，1990年5月开堂。露德圣母堂建筑面积270平方米。哥特式建筑，高25米，可容纳三百余人。
上下两堂之间从圣路坊到山顶教堂平台，有200级石阶。沿路为14座罗马式苦路亭，描绘耶稣受难画面。
从山上还可以俯瞰附近种植的万亩玫瑰。